# ギュスターヴ・サマズイユ

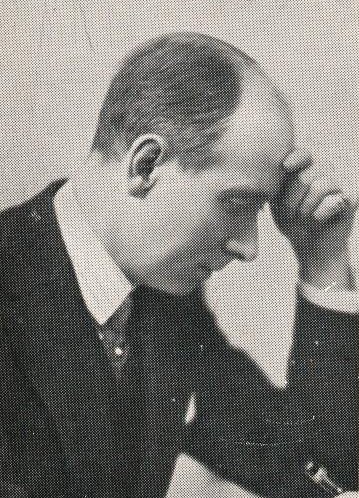
ギュスターヴ・サマズイユ

ギュスターヴ・サマズイユ（Gustave Samazeuilh, 1877年6月2日 ボルドー - 1967年8月4日 パリ）はフランスの音楽評論家・作曲家。

## 略歴
当初はエルネスト・ショーソンの弟子だったが、1900年ごろスコラ・カントルムに入学して、ヴァンサン・ダンディとシャルル・ボルドに師事する。ポール・デュカスからも同じく薫陶を受けた。
長寿に恵まれたにもかかわらず、サマズイユの活動は期間が短く、ほぼ完全に1930年どまりである。サマズイユは音楽評論だけでなく、翻訳や政治評論、定期刊行物への寄稿によっても知られていた。中でもワーグナーの楽劇《トリスタンとイゾルデ》の仏語訳があり、1913年にはポール・デュカ論も出版されている。後にはデュカの追悼音楽も作曲した。
そのうえサマズイユは、同時代の他者の作品を100曲以上ピアノ用に編曲した。

## 主要作品一覧
- ピアノ曲
  - 《組曲 ト短調 Suite en sol mineur 》(1902年)
  - 《夜のナーイアス Naïades au soir... 》(1910年)
  - 《海の唄 Le Chant de la mer 》(1918年-1919年)
- 室内楽曲
  - ヴァイオリンとピアノのための《悲歌的幻想曲 Fantaisie élégiaque 》 (1896年-1913年)
  - 《弦楽四重奏曲 ニ短調 Quatuor à cordes 》 (1898-1900)
  - 弦楽四重奏のための《カンタービレと奇想曲 Cantabile et Capriccio 》 (1947年)
  - 《ヴァイオリン・ソナタ ロ短調 Sonate pour violon et piano 》(1902年-1903年)
- 管弦楽曲
  - 《エレミール・ブルジュの「ネフ」による交響的習作 Une Etude symphonique d'après La Nef d'Élémir Bourges》 (1905年ごろ)
  - 《 Le Sommeil de Canope 》(1906年-1913年)
  - 《夜 Nuit... 》(1924年ごろ)
  - 《夜のナーイアス Naïades au soir 》(管弦楽版、1924年)
- 声楽曲
  - Le Cercle des heures (1933年)